# Robinson Crusoé (film, 1947)
Pour plus de détails, voir Fiche technique et Distribution.
Robinson Crusoé (Робинзон Крузо, Robinzon Kruzo) est un film soviétique sorti le 20 février 1947. C'est une adaptation du roman Robinson Crusoé et le premier film soviétique en 3D. Il utilise la technique Stereokino pour créer une image en trois dimensions.

## Fiche technique
- Titre : Robinson Crusoé
- Titre original : Робинзон Крузо (Robinzon Kruzo)
- Réalisation : Aleksandr Nikolaïevitch Andrievski (ru)
- Assistants du réalisateur : Evguenia Mikhaïlovna Abdirkina, A. E. Ouliantsev
- Scénario : Alexandre Andrievski, Daniel Defoe (auteur du roman), Fiodor Fiodorovitch Knorre (ru) et Sergueï Aleksandrovitch Iermolinski (ru)
- Directeur de la photographie : Dmitri Vassilievitch Sourenski (ru)
- Opérateur : Aleksandr Mikhaïlovitch Astafiev
- Son : David K. Lomidze, Aleksandr Zapadenski
- Décors : Gueorgui Mikhaïlovitch  Touryliov
- Musique originale : Lev Aleksandrovitch Chvarts (ru)
- Chef d'orchestre : Vassili V. Nebolsine à la tête de l'orchestre symphonique d'état de la cinématographie de la République socialiste fédérative soviétique de Russie
- Costumes : Lidïa Tikhonovna Baïkova
- Maquillage : Z. S. Vakhtanguichili
- Production : 
  - Production exécutive : S. Tomski, Viktor Tsirguiladze
- Sociétés de production : Stereokino
- Pays d'origine :  Union soviétique
- Langue : russe, géorgien
- Genre : aventure
- Durée : 85 minutes
- Dates de sortie : 
  -  Union soviétique : 20 février 1947

## Distribution
- Pavel Kadotchnikov : Robinson Crusoé
- Iouri Lioubimov : Vendredi
- Anatoli Dmitrievitch Smiranine (ru): le père de Robinson
- E. N. Sanikidze : mère de Robinson
- Vilenina Vladimirovna Pavlenko: Lizzi, servante dans la maison des Crusoé

## Autour du film
La fiche technique et la distribution ont été complétées par une traduction des renseignements fournis par le générique du film visible sur Internet.
Georges Sadoul dans son ouvrage Histoire du cinéma mondial édité par Flammarion consacre quelques mots à ce film « Plusieurs salles (en U.R.S.S.) furent consacrées au cinéma en relief, montrant dès 1946 des longs métrages tels que Robinson Crusoé. Le stereokino, procédé mis au point par l'ingénieur Ivanov (Semyon Pavlovitch Ivanov (inventeur) (ru)), utilisait un écran spécial, qui évitait les lunettes aux spectateurs. »
Des animaux des zoos de Moscou et de Soukhoumi, notamment de jeunes singes sous la direction du dresseur G. G. Bogdanovitch, ont été utilisés pour le tournage.
Un article en langue russe détaille les différentes étapes en 1947 et en 1948 de présentation du film au public dans le site 